# نبرد عین الورده
نبرد عین الورده (به عربی: معرکة عین الوردة) نبردی بین گروهی به نام تَوّابین به رهبری سلیمان بن صُرد خزاعی و لشکر اموی به رهبری عبیدالله بن زیاد بود.
به دنبال کشته شدن حسین بن علی در نبرد کربلا، گروهی از شیعیان کوفه برای ابراز پشیمانی از عدم حمایت از وی به رهبری سلیمان بن صُرد خُزاعی قیام کردند. سپاه توّابین در ماه ربیع‌الثانی سال ۶۵ هجری قمری به مقصد شام برای مقابله با سپاه خلافت اموی اعزام شد، در مقابل نیز سپاه اموی به قصد سرکوب این قیام، به رهبری عبیدالله بن زیاد از شام به مقصد کوفه حرکت کرد و دو سپاه در منطقه ای به نام عین‌الورده به مصاف یکدیگر رسیدند.
سرانجام پس از سه روز جنگ، سلیمان بن‌صرد خزاعی کشته شد و این نبرد با پیروزی خلافت اموی به پایان رسید.
نمایشی تاریخی و روایتی سینمایی از این نبرد در سریال تلویزیونی مختارنامه به کارگردانی داوود میرباقری که در سال ۱۳۸۹ از شبکه یک تلویزیون ایران پخش شد، به نمایش گذاشته شده است.

## توابین و عمل دیر هنگام آن‌ها
در واقع سلیمان بن صرد خزاعی رهبر گروه توابین بود. توابین بر این عقیده بودند که با عدم یاری به حسین بن علی و سکوت کردن موجبات کشته شدن او و یارانش را فراهم کرده‌اند؛ لذا درصدد جبران برآمدند. به همین دلیل توابین -به صورت مخفیانه- شروع به مهیا کردن لشکری برای جنگ با قاتلان حسین کردند.  پس از تجهیز سپاه، سلیمان بن صرد هم‌پیمانان خودش را در سال ۶۵ هجری قمری فراخواند. سپس به سمت نخیله رفتند. در آنجا فقط چهار هزار نفر از شانزده هزار نفری که با او پیمان بسته بودندبرای همراهی او حاضرشدند. یکی از دلایل ریزش توابین این بود که مختار ثقفی، سلیمان بن صرد را فاقد قدرت سیاسی و نظامی می‌دانست. پس از چند روز توقف در نخیله، سپاه توابین به سمت کربلا رفت و پس از طواف قبر حسین بن علی به سمت محلی به نام عین‌الورده (رأس‌العین) رفتند تا با سپاه اموی وارد نبرد شوند. این نبرد سه روز به طول انجامید، فرمانده این سپاه عبیدالله بن زیاد بود که مروان بن حکم (حاکم وقت اموی) به او وعدهٔ حکومت عراق را داده بود.

## سرانجام نبرد عین الورده
نتیجه این جنگ شکست توابین و کشته شدن سلیمان بن صرد بود. از آنجایی که قیام توابین، چهارسال پس از واقعهٔ کربلا بوداست، تأثیر چندانی در مبارزه با امویان نداشت و به اهداف قیام نیز نرسیدند.